# Tyrannochthonius volcancillo
Espèce
Tyrannochthonius volcancillo est une espèce de pseudoscorpions de la famille des Chthoniidae.

## Distribution
Cette espèce est endémique du Veracruz au Mexique,. Elle se rencontre dans la grotte Cueva del Volcancillo à Las Vigas.

## Description
Le mâle holotype mesure 1,83 mm.

## Étymologie
Son nom d'espèce lui a été donné en référence au lieu de sa découverte, le Volcancillo.

## Publication originale
- Muchmore, 1986 : Additional pseudoscorpions, mostly from caves, in Mexico and Texas (Arachnida: Pseudoscorpionida). Texas Memorial Museum, Speleological Monographs, vol. 1, p. 17-30.